# La vita segreta di una teenager americana
La vita segreta di una teenager americana (The Secret Life of the American Teenager), spesso abbreviato in Secret Life, è una serie televisiva statunitense creata da Brenda Hampton e prodotta tra il 2008 e il 2013 per un totale di cinque stagioni.
Trasmessa in patria dall'emittente ABC Family, la serie narra le vicende della gravidanza inaspettata della quindicenne Amy Juergens e delle ripercussioni che questa porta dopo la nascita del bambino; per la messa in onda è stato utilizzato il metodo back-to-back, suddividendo ogni stagione in due parti.
La sigla della serie si intitola Let's Do It, Let's Fall in Love (che dà anche il nome all'episodio pilota della serie) ed è eseguita da Molly Ringwald.

## Trama
Amy Juergens è una ragazza di quindici anni che rimane incinta dopo aver trascorso una notte con Ricky Underwood, un ragazzo dal passato difficile. Ricky, dopo un iniziale rifiuto, decide di essere presente per il bambino; tornata a scuola, Amy inizia a frequentare Ben Boykewich, un ragazzo che si prende la responsabilità di crescere il bambino con lei. Amy vive una situazione complicata anche in casa a causa dei problemi matrimoniali dei genitori, impersonati dall'insicura madre Anne Juergens e dal cinico padre George Juergens, e la malattia della nonna Mimsy Scott; completa la famiglia la sarcastica sorella minore Ashley Juergens. Si intrecciano poi le storie di altri ragazzi della Ulysses S. Grant High School, tra cui Adrian Lee, una ragazza disinibita che ha una storia con Ricky, e Grace Bowman, cheerleader cristiana che viene tradita dal ragazzo Jack Pappas con Adrian a causa di un momento di debolezza. Il mondo di Amy si espande quando scopre che ogni ragazzo alla Grant nasconde un inaspettato segreto o problema.

### Prima stagione
Amy rimane incinta di Ricky al campeggio della banda. Tornata a scuola, conosce Ben e si fidanzano. Ben, una volta scoperto della gravidanza di Amy, accetta di crescere il bambino con lei. Ricky invece è amante di Adrian. L'unica che non pensa al sesso è la cattolica Grace che è fidanzata con Jack. Ben e Ricky incominciano ad odiarsi. La famiglia Juergens non riesce ad accettare la gravidanza della “bambina”, così decidono che il bambino andrà in adozione. Ricky non si interessa particolarmente alla gravidanza di Amy, ma piuttosto è impegnato col padre pedofilo che lo violentava da bambino. Ricky riesce a mandarlo in carcere dopo le scuse non accettate dello stesso. Anche Adrian si occupa del ritrovamento del padre, sposato e con figli. Ben e Amy si sposano con documenti falsi, ma il matrimonio non è quindi valido, perché non sono maggiorenni. Ben dichiara che si prenderà cura di Amy e del bambino. Nel frattempo Grace e Jack si lasciano perché lei vuole aspettare il matrimonio per avere un rapporto sessuale; quindi Jack ha un'altra relazione al di fuori della scuola. Durante la festa organizzata da Adrian per il parto di Amy, quest'ultima ha le doglie e partorisce. Amy decide di tenere il bambino, che chiama John, e di non darlo in adozione.

### Seconda stagione
Anne ha un bambino con suo marito, George. Per l'ennesima volta Amy si pente di aver fatto sesso con Ricky perché non sa come farà con gli studi. Ben ha una storia con Maria a Bologna. Grace e Jack decidono di avere un rapporto sessuale. Il padre di Grace litiga con la figlia per la decisione di quest'ultima; nel pomeriggio parte per un viaggio di lavoro e muore a causa di un incidente aereo. Grace fa sesso con Jack e quando la madre di Grace torna a casa, comunica alla figlia l'incidente del padre. La ragazza si sente in colpa perché si convince che l'incidente aereo sia la punizione per aver fatto sesso. La madre di Grace successivamente si sposerà con un altro. George e Anne Juergens divorziano. Il punto ‘'clou'’ della stagione è l'episodio Il Ballo, quando Ben, dopo essere stato rifiutato da Amy, ha un rapporto sessuale con Adrian. Mentre Adrian parla con Ashley della pillola, scopre di essere rimasta incinta in conseguenza al fatto di averla cambiata. I genitori di Adrian si sposano e vivono tutti insieme.

### Terza stagione
Dopo un pensiero iniziale di aborto, la madre adottiva di Ricky convince Adrian a tenere la bambina. Ben si reca a New York dove c'è Amy che segue un corso di musica: le dice cosa è successo e la ragazza si mette a piangere. Ben propone ad Adrian di sposarlo. Ashley ha un nuovo fidanzato, Grant, cugino di Griffin (Griffin è il migliore amico di Ashley ed è gay), che lascerà e in seguito diventerà fidanzato di Grace. Ashley invece vorrà avere un rapporto sessuale con Ricky, ovviamente lui rifiuterà. Ashley lascia la scuola per studiare da privatista e si diploma in anticipo. La madre naturale di Ricky esce di prigione e si fidanza con una ragazza: tutti rimangono stupiti ad eccezione di Amy. I genitori di Amy e Ashley hanno delle relazioni. Ricky e Amy tornano insieme. Adrian ha dei dubbi sulla gravidanza, mentre Amy, invece, non ha nessun dubbio su Ricky.

### Quarta stagione
Ashley fa un viaggio visitando gli Stati Uniti d'America con il suo ragazzo. Grace va in Africa con il suo patrigno e conosce un ragazzo californiano con cui ha un rapporto sessuale. Amy e Ricky hanno un rapporto dopo ben 2 anni dall'ultima volta. Amy e John vanno a vivere da Ricky. Adrian è depressa e vuole diplomarsi da privatista. La madre di Ricky e la sua ragazza si lasciano. Ashley si stabilisce nella casa della nonna del suo ragazzo Toby, in Florida: il padre non è felice e vuole che si trovi un lavoro per capire l'importanza di un'istruzione. Adrian decide di svuotare la camera della bambina con l'aiuto di Amy e Grace, ad insaputa di Ben. Ben s'infuria, lascia Adrian, afferma di non averla mai amata e si ubriaca. John si "ammala" e il medico consiglia di ridurre i "battibecchi" tra i due genitori. Adrian e Ben continuano a vivere insieme, ma da amici, Adrian però confessa a Grace, che è tornata dall'Africa e continua a frequentare il ragazzo californiano, di voler avere un rapporto sessuale con Ben per rimanere di nuovo incinta. Ben esce a cena con la mamma di Ricky e quest'ultima si ubriaca dopo due anni da sobria, lei viene costretta da Leo Boykewich a recarsi dagli alcolisti anonimi. Grace dice ad Amy che Adrian vuole rimanere incinta di Ben e lo viene a sapere Leo. Ben torna a casa della sua famiglia dopo la convivenza forzata con Adrian. Quest'ultima conosce un nuovo ragazzo. Amy istigata da Adrian ascolta i messaggi sulla segreteria di Ricky, lui la scopre e litigano. Nora va a vivere con George e diventa l'assistente di Leo. Leo e Betty si lasciano e lui esce con Camille. Hanry dopo 10 anni insieme, lascia Alice: e spiega di voler avere un'altra ragazza nella vita oltre a lei, ovviamente quest'ultima scoppierà in lacrime e dicendo a Ben che la loro amicizia è finita. Amy inizia a desiderare seriamente il matrimonio con Ricky poco dopo aver risolto i suoi problemi con quest'ultimo ed essere tornati a vivere insieme e lo confessa a Madison, pur sapendo che lui al momento non intenda affatto sposarsi, ma quello che non sa è che Ricky, in realtà, ha deciso che presto le farà una proposta, compra l'anello di fidanzamento e lo mostra a John. Amy scopre dell'esistenza dell'anello dal piccolo John.
Nell'ultimo episodio della prima parte della stagione (4x13) ci sono vari flashback di momenti del primo episodio per esempio Jack ricorda quando lui e Grace progettavano di una vita futura insieme, Adrian ricorda la sua relazione con Ricky, questo del secondo incontro con Amy dopo la notte di sesso nell'estate. La "Classe del 2011" si diploma e Ricky ha l'incarico di fare il discorso finale, ringraziando tutti i compagni che l'hanno aiutato negli anni: e lì, su quel palco, chiede ad Amy di sposarlo. Subito dopo c'è un festa finale ed Amy spinge Ricky a baciare Adrian, cosa che lei pretendeva da tempo, il suo ragazzo la lascia e lei viene umiliata davanti a tutti. Tutti si svegliano frastornati: Jessy, il ragazzo di Loren, è a letto con Madison; Jack con una ragazza incontrata alla festa, Adrian con Harry; e per finire, Ben ha dormito con una vergine ed è stato l'unico a non avere un rapporto sessuale. Grace propone a Jack di provare il bacio di addio, utilizzato anche da Adrienne e Ricky la sera prima: ma i due si ricredono dopo un bacio lungo e appassionato. Questa prima parte di stagione si conclude con una riflessione di Ricky ed Amy su quanto accaduto e un loro bacio conclusivo.
La seconda parte della stagione inizia con il risveglio di tutti il giorno dopo la festa, Ricky e Amy parlano del matrimonio e lei non vuole sposarsi subito. Ben passa il pomeriggio al telefono con Dylan. Adrian cerca di contattare Omar. Madison chiama Henry che si rende conto che tutti sanno quello che ha combinato e cerca di scusarsi con Ben. La ex di Daniel gli invia la foto del bacio tra Grace e Jack e lui lascia Grace. Leo e i genitori di Dylan trovano Ben, Dylan e le sue amiche che fumano erba in camera di Ben e gli vietano di vedersi ancora.
Si ritrovano tutti alla scuola estiva, Adrian per diplomarsi, Ben per punizione, Loren e Madison per non andare a lavorare, Ethan per il sovraffollamento del riformatorio, Grace perché viene espulsa dal campo estivo, Henry per entrare in una buona università ed Amy per racimolare un po' di crediti extra.
Amy è sempre di pessimo umore e non vuole fissare la data del matrimonio e Ricky sopporta con pazienza i suoi sbalzi di umore.
Ben è ossessionato dalla sua nuova ragazza e Adrian continua a uscire con Omar.
La madre di Grace durante un viaggio in Sud Africa scopre che il defunto marito aveva un amante con cui aveva un figlio di 15 anni, Jacob.
Ashley torna dalla Florida e parte per un viaggio in Europa con sua madre (accrescendo i malumori di Amy).

### Quinta stagione
Amy e Ricky continuano a vivere insieme e progettano di sposarsi. Ashley rompe con Toby e si trasferisce dalla madre. Ashley alla fine si trasferisce in Italia per frequentare una scuola di cucina. Ben continua ad andare dietro ad Amy, ma nel frattempo conosce un'altra ragazza che lo mette nei guai. Adrian va a vivere insieme al suo ragazzo Omar e Ben esce con Madison. Sia Amy sia Ben vengono ammessi in un college a New York. 
Amy e Ricky fuggono insieme all'ultimo momento e decidono di non dire a nessuno, se non al loro ritorno, che si sono sposati. Alla fine raccontano la verità, cioè che non si erano realmente sposati, e progettano un vero matrimonio. Anne rivela di essere lesbica, cosa che scombussola Amy. George comincia di nuovo a frequentare Kathleen una volta resosi conto che tra lui e Anne è finita.
La stagione si conclude con Amy che annulla il fidanzamento con Ricky. Amy parte per andare al college a New York e condivide un appartamento con Ben, che sta frequentando il suo stesso college per riconquistarla, e l'appartamento è pagato da Leo. Amy lascia John con Ricky, così Ricky si prenderà cura del bambino durante tutto il periodo in cui Amy studia.

## Episodi
| Stagione         | Episodi | Prima TV originale | Prima TV Italia |
| ---------------- | ------- | ------------------ | --------------- |
| Prima stagione   | 23      | 2008-2009          | 2008-2009       |
| Seconda stagione | 24      | 2009-2010          | 2009-2010       |
| Terza stagione   | 26      | 2010-2011          | 2010-2011       |
| Quarta stagione  | 24      | 2011-2012          | 2011-2012       |
| Quinta stagione  | 24      | 2012-2013          | 2013            |

## Personaggi e interpreti

### Personaggi principali
- Amy Juergens (stagioni 1-5), interpretata da Shailene Woodley, doppiata da Erica Necci.
- Ricky Underwood (stagioni 1-5), interpretato da Daren Kagasoff, doppiato da Fabrizio De Flaviis.
- Ben Boykewich (stagioni 1-5), interpretato da Ken Baumann, doppiato da Flavio Aquilone.
- Adrian Lee (stagioni 1-5), interpretata da Francia Raisa, doppiata da Domitilla D'Amico.
- Ashley Juergens (stagioni 1-5), interpretata da India Eisley, doppiata da Veronica Puccio.
- Grace Bowman (stagioni 1-5), interpretata da Megan Park, doppiata da Francesca Manicone.
- Jack Pappas (stagione 1-5), interpretato da Greg Finley, doppiato da Andrea Mete.
- George Juergens (stagione 1-5), interpretato da Mark Derwin, doppiato da Alberto Angrisano.
- Anne Juergens (stagione 1-5), interpretata da Molly Ringwald, doppiato da Chiara Colizzi.
- Leo Boykewich (stagione 1-5), interpretato da Steve Schirripa, doppiato da Enzo Avolio.

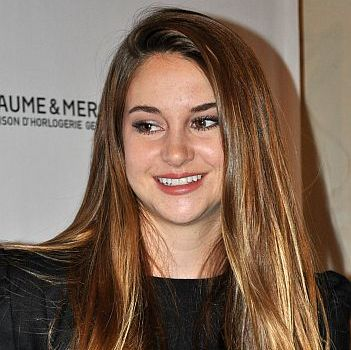
Shailene Woodley interpreta Amy Juergens
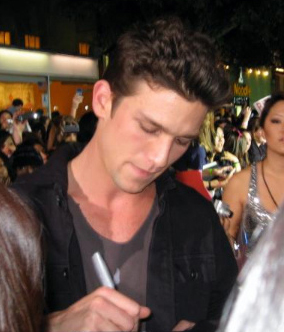
Daren Kagasoff interpreta Ricky Underwood
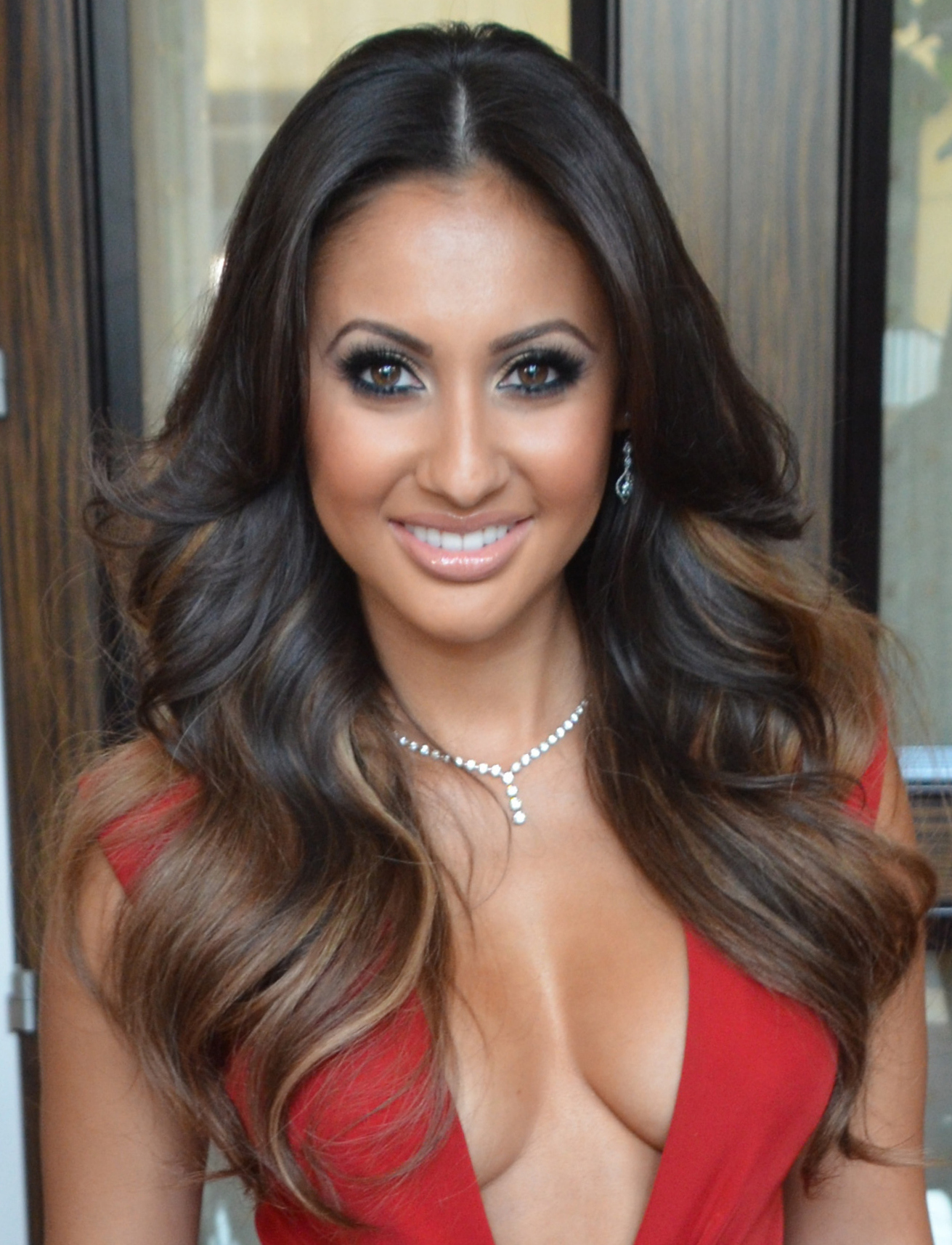
Francia Raisa interpreta Adrian Lee
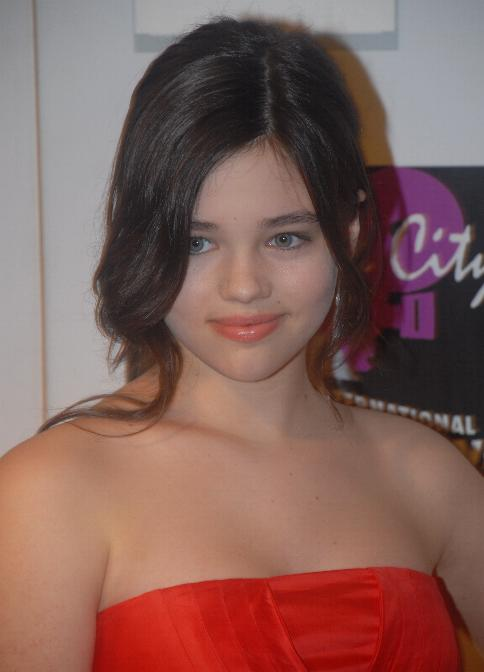
India Eisley interpreta Ashley Juergens
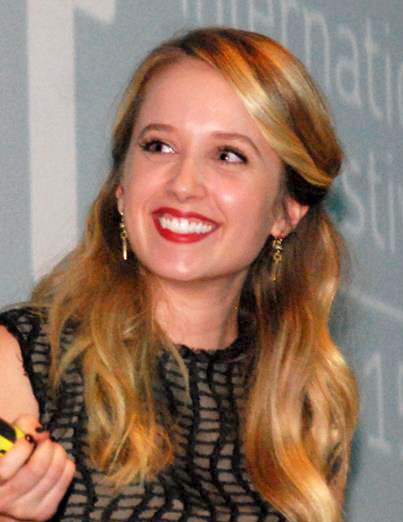
Megan Park interpreta Grace Bowman
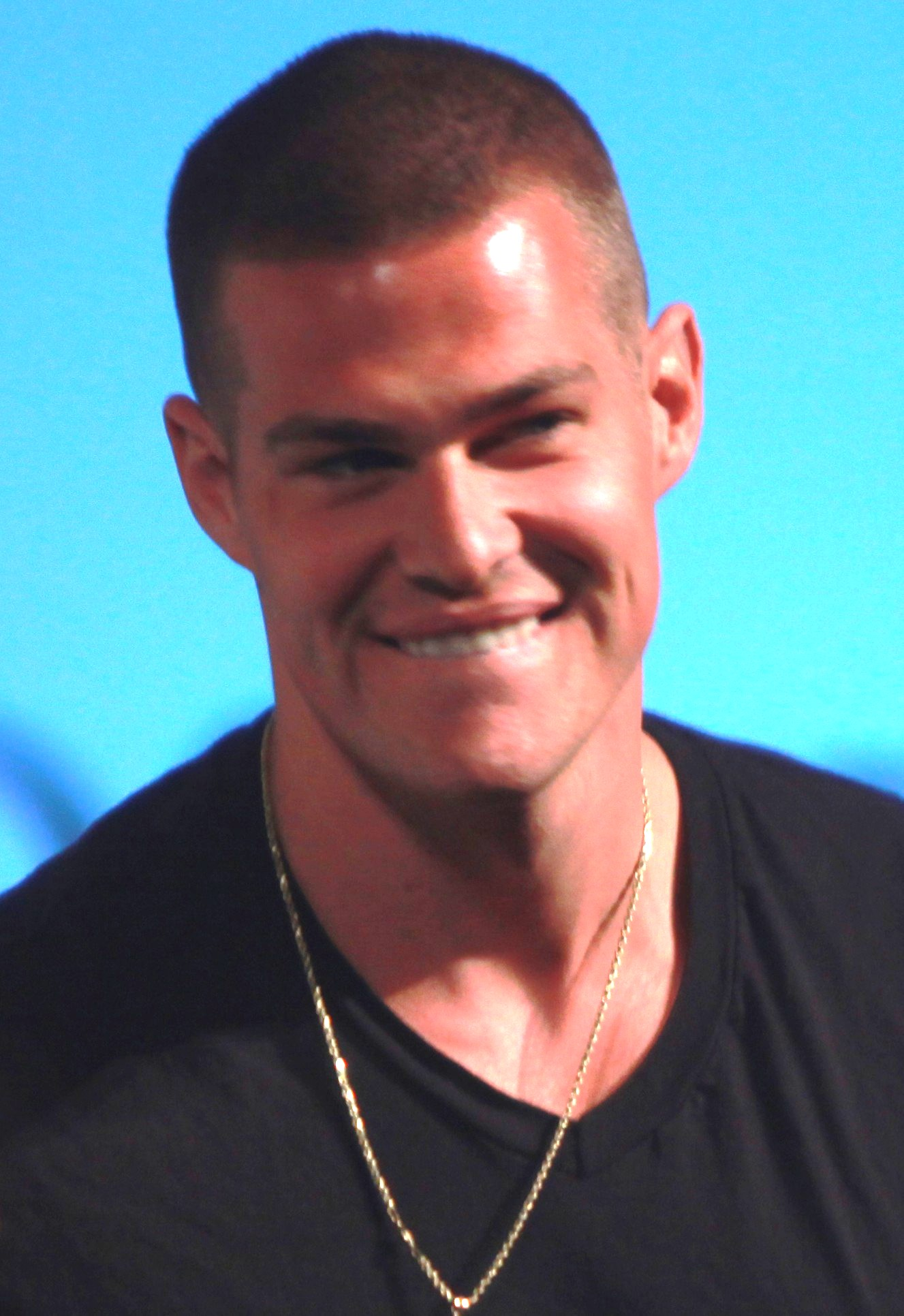
Greg Finley interpreta Jack Pappas
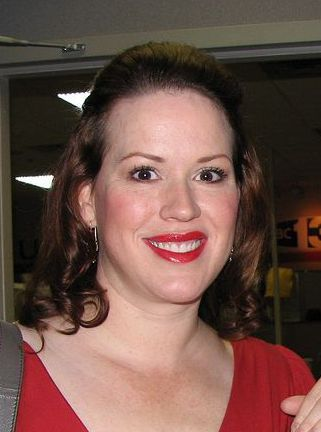
Molly Ringwald interpreta Anne Juergens
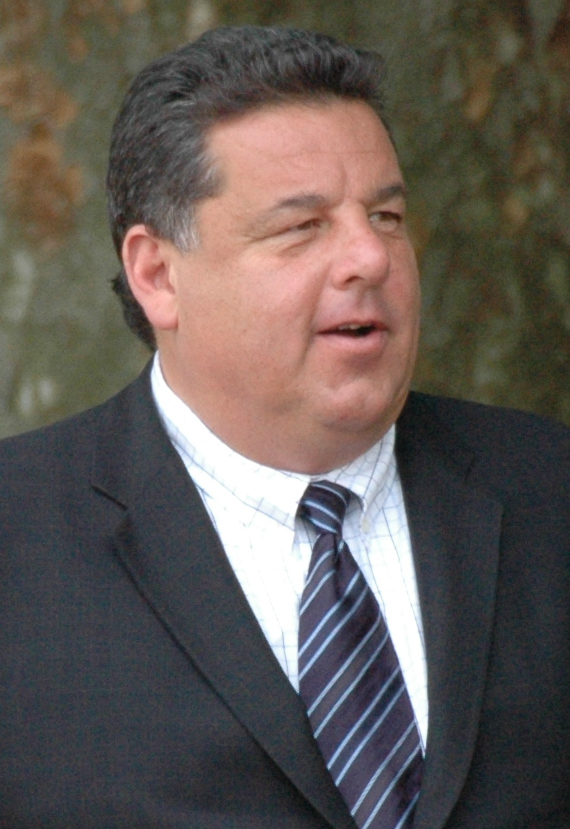
Steve Schirripa interpreta Leo Boykewich

### Personaggi secondari
- Lauren Treacy (stagione 1-5), interpretata da Camille Winbush, doppiata da Virginia Brunetti.
- Madison Cooperstein (stagione 1-5), interpretata da Renee Olstead, doppiata da Letizia Ciampa.
- Alice Walko (stagione 1-5), interpretata da Amy Rider, doppiata da Gemma Donati.
- Henry Miller (stagione 1-5), interpretato da Allen Evangelista, doppiato da Luigi Morville.
- Kathleen Bowman (stagione 1-5), interpretato da Josie Bissett, doppiata da Giò-Giò Rapattoni.
- Tom Bowman (stagione 1-5), interpretato da Luke Zimmerman, doppiato da Edoardo Stoppacciaro.
- Beth "Betty" Boykewich (stagione 1-5), interpretata da Jennifer Coolidge
- Cindy Lee (stagione 1-5), interpretata da Paola Turbay, doppiato da Roberta Pellini.
- Dr. Ken Fields (stagione 1-5), interpretato da Ernie Hudson, doppiato da Paolo Marchese.
- Jason Treacy (stagione 1-5), interpretato da Andrew McFarlane, doppiato da Alessio De Filippis.
- Bunny (stagioni 1-5), interpretata da Kathy Kinney.
- Rev. Sam Stone (stagione 1-5), interpretato da Tom Virtue.
- Donovan (stagione 1-5), interpretato da Alex Boling.
- Marc Molina (stagione 1), interpretato da Jorge Pallo, doppiato da Massimo Bitossi.
- Marshall Bowman (stagione 1), interpretato da John Schneider, doppiato da Saverio Indrio.
- Dr.ssa Hightower (stagione 1), interpretata da Deborah Raffin, doppiata da Anna Cugini.
- Shawna (stagione 1), interpretato da Bianca Lawson.
- Leon (stagione 1), interpretato da Larry Sullivan.
- Duncan (stagione 1), interpretato da Little JJ.
- David Johnson (stagione 1), interpretato da Ben Weber.
- Griffin (stagioni 2-5), interpretato da Brando Eaton, doppiato da Sacha De Toni.
- Ruben Enriquez (stagione 2-5), interpretato da Philip Anthony-Rodriguez, doppiato da Massimo Rossi.
- Nora Underwood (stagione 2-5), interpretata da Anne Ramsay, doppiata da Laura Boccanera.
- John Juergens Underwood (stagione 2-5), interpretato da Matthew Levinson.
- Grant (stagioni 2-5), interpretato da Grant Harvey.
- Max (stagioni 2-4), interpretato da Zachary Abel.
- Jesse (stagioni 2-4), interpretato da Austin Stowell.
- Zoe (stagioni 2-3), interpretata da Mackenzie Rosman.
- Dr. Jeff Zeguay (stagione 3-5), interpretato da Reid Scott.
- Camille (stagione 3-5), interpretata da Tricia O'Kelley.
- Kaitlin O'Malley (stagioni 3-5), interpretata da Beverley Mitchell, doppiata da Emanuela Damasio.
- Dylan (stagioni 4-5), interpretata da Ana Lucasey, doppiata da Eva Padoan.
- Ethan (stagioni 4-5), interpretato da Michael Grant.

## Produzione

### Costi
Secret Life è una produzione ABC Family ed ha il basso budget di 1 500 000 dollari ad episodio, un milione in meno di un'altra qualsiasi produzione di prima serata. È stata creata e prodotta da Brenda Hampton, l'autrice di Settimo Cielo.
La serie avrebbe dovuto originariamente intitolarsi The Sexual Secret Life of the American Teenager ("La vita sessuale segreta di una teenager americana"); la Hampton disse che il problema di questo titolo era che, cercandolo su Google, i fan avrebbero trovato numerosi siti porno. La Walt Disney (proprietaria della ABC Family) non avrebbe comunque approvato il titolo.

### Scrittura
La Hampton ebbe diverse difficoltà nel cercare di catturare il linguaggio degli adolescenti di oggi; dichiarò: "Mi piacciono tutti i nostri attori, ed i più giovani in particolare, hanno opinioni. Loro vengono da me e mi dicono se alcuni dei dialoghi non gli suonano bene". La Hampton ascolta e a volte li lascia modificare le loro battute; tuttavia l'autrice ha precisato che se si trova in disaccordo, il dialogo resta come l'ha originariamente scritto.
Bob Thompson, un critico televisivo, ha scritto: "Brenda Hampton ha l'abilità di scrivere una serie che sembri vecchio stile e seria, senza neanche una punta d'ironia. Ma se si ascolta attentamente, lo show è pieno di dialoghi secchi e alla moda come se si ascoltasse una reale conversazione telefonica tra due adolescenti, il che vuol dire, aggiunge Thompson, che il successo del telefilm è davvero meritato".,

### Ispirazione
Riguardo ai due modelli culturali che hanno ispirato Secret Life, ovvero i due film Juno e Molto incinta, una delle produttrici dello show, la Thompson, ha dichiarato che questi sono stati troppo superficiali e "leggeri" nel trattare il tema di una gravidanza indesiderata, ignorando totalmente i problemi che questa comporta nella vita reale.
La Hampton non voleva scrivere un dramma e quindi ha inserito nello show diversi momenti di commedia brillante, grazie al suo passato lavorativo nelle sit-com come Fat Actress con Kirstie Alley del 2005.

### Gruppo di prevenzione
La Hampton non approva che la ABC Family termini ciascun episodio con un messaggio di pubblico servizio che incita genitori e figli sul parlarsi l'un l'altro di sesso per prevenire le gravidanze indesiderate; ha smentito che un gruppo di prevenzione collabori con lei alla sceneggiatura: "il gruppo di prevenzione suona come una scusa per il fatto che trattiamo di adolescenti e non penso che dovremmo scusarci per questo". Tuttavia l'autrice ha specificato che la ABC Family la lascia da sola dandole molta più libertà di ogni altro canale dove aveva precedentemente lavorato, mettendo un avviso di "Programma consigliato ai maggiori di 13 anni".

## Distribuzione
In Italia la serie è andata in onda dal 23 ottobre 2008 al 10 ottobre 2013 sul canale satellitare a pagamento Fox che l'ha però suddivisa in otto stagioni separando alcune volte i due blocchi che ne componevano una originale; il 22 aprile 2009 ha debuttato in chiaro su MTV Italia che ha trasmesso la serie fino a metà della quarta stagione, in seguito l'intera serie, inclusi gli episodi precedentemente inediti, è stata trasmessa durante la stagione autunnale-invernale 2014/2015 su Rai 4.